# Hélium 3
table
L’hélium 3, noté 3He, est l'isotope de l'hélium dont le nombre de masse est égal à 3 : son noyau atomique compte deux protons et un seul neutron, avec un spin 1/2+ pour une masse atomique de 3,016 03 g/mol. Cet isotope stable — non radioactif — est caractérisé par un excès de masse de 14 931,219 keV et une énergie de liaison nucléaire par nucléon de 2 573 keV.
Recherché pour ses applications potentielles en fusion nucléaire, l'hélium 3 est rare sur Terre, où il constitue environ 200  à   300 ppm de l'hélium du manteau ; dans l'atmosphère terrestre, on compte 5,2 ppm d'hélium, dont l'hélium 3 représente seulement 1,38 ppm, soit une fraction d'à peine 7,2 × 10-12 de l'atmosphère dans son ensemble. Tout comme l'hydrogène, l'hélium 3 provient essentiellement de la nucléosynthèse primordiale, aux premiers instants de l'Univers, et n'est pas issu de la nucléosynthèse stellaire ; il est consommé dans les étoiles comme le lithium, le béryllium et le bore. Il est présent dans les couches externes du Soleil[réf. souhaitée], dont les éléments sont isolés des réactions de fusion du centre. Le vent solaire en envoie dans le reste du système solaire. Repoussé par le champ magnétique terrestre, il s'est accumulé à la surface de la Lune du fait de l'absence d'atmosphère sur notre satellite.

## Propriétés physiques
L’hélium 3 pur est le liquide au point d’ébullition le plus bas qui existe, environ 3,2 K à pression atmosphérique.
On a longtemps cherché un état superfluide, que l’hélium 4 possède au point lambda à 2,176 8 K. D. D. Osheroff, R. C. Richardson et D. M. Lee ont montré en 1972 que l'3He devient superfluide (phase A) en dessous de 2,65 mK , et qu'il existe une deuxième phase superfluide (B) en dessous de 1,8 mK. Ces phases ont été décrites théoriquement par Anderson, Brinkman et Morel pour la phase A et par Balian et Werthamer pour la phase B. Les températures requises ne peuvent être atteintes simplement par pompage sur le liquide bouillant (en équilibre avec sa vapeur) car cette technique ne permet pas de descendre en dessous de ~1 K pour l’hélium (il faudrait sinon des volumes initiaux considérables). L'effet Pomerantchouk permet d'atteindre ces températures en comprimant l'{\displaystyle {\ce {^3He}}}. 
Les deux isotopes de l’hélium sont aussi utilisés dans des réfrigérateurs à dilution, permettant de descendre bien en dessous de 1 K, car la dilution de 3He dans 4He (liquides) produit du froid.

## Propriétés nucléaires

### Hélion
On appelle couramment hélion le noyau de l'atome d'hélium 3 (3He2+), tandis que celui de l'hélium 4 (4He2+) est appelé particule α. L'absence d'un second neutron a pour effet que le rayon de charge {\displaystyle r_{\mathrm {h} }} de l'hélion est légèrement supérieur à celui de la particule α, {\displaystyle r_{\alpha }} : {\displaystyle r_{\mathrm {h} }^{2}-r_{\alpha }^{2}=} 1,075 7(12) fm2.

### Réactions
L'hélium 3 a la particularité d'être un fort absorbant de neutrons, suivant la réaction :
3
2He + 1
0n ⟶ 1
1H + 3
1T.
L'absorption d'un neutron par un noyau d'hélium 3 se traduit donc par la formation de tritium radioactif, facilement détectable.
Pour cette raison, l'hélium 3 est utilisé pour la détection de neutrons dans des instruments scientifiques comme les diffractomètres HEiDi au FRM II et 5 C2 au LLB.
L'hélium 3 est aussi utilisé comme neutrophage dans certains réacteurs de recherche (notamment Cabri). Des tubes placés à l'intérieur d'un tel réacteur sont remplis d'hélium 3. Ces tubes sont en communication avec un réservoir mis sous vide par l'intermédiaire de vannes. L'ouverture de ces vannes déclenche par conséquent une dépressurisation rapide d'hélium 3 dans le réacteur. Ceci se traduit par une « disparition » d'absorbant et par conséquent par une augmentation de la puissance. Cette augmentation subite de puissance est rapidement limitée (effet Doppler neutronique).

### Fusion
La fusion nucléaire de l'hélium 3 ne produit aucun déchet ou sous-produit radioactif, juste de l'hélium 4 et des protons (de l'hydrogène) :
3
2He + 3
2He ⟶ 4
2He + 2 1
1H.
L'hélium 3 pourrait devenir dans un futur plus ou moins lointain le carburant idéal des centrales nucléaires à fusion contrôlée, permettant de produire des quantités considérables d'énergie propre, c'est-à-dire sans pollution chimique ni radioactive.

#### Abondance lunaire et source d’intérêt
Selon les données enregistrées en 2009 par la sonde orbitale chinoise Chang'e 1, les réserves en hélium 3 de la Lune s’élèveraient à 100 000 t. Il est incorporé au régolithe ou enfoui en faible profondeur de la surface. Lorsqu'on sait que 200 tonnes permettraient de satisfaire les besoins énergétiques des États-Unis et de l'Union européenne pendant une année, que cette énergie permettrait aux Terriens de combler leurs besoins en énergie pour des siècles, cela incite les enthousiastes à y voir un moteur puissant à son exploitation. En effet, le coût d'exploitation d'une tonne d’hélium 3 serait de l'ordre de 1,5 milliard de dollars (2005), alors que la même quantité d'énergie en équivalent pétrole coûte 10 milliards de dollars
Cependant, la concentration en hélium 3 de la Lune est infime, de l'ordre d'une tonne pour cent millions de tonnes de régolithe[réf. souhaitée]. La technologie permettant d'exploiter cette ressource est encore balbutiante.

## Utilisation en géochimie isotopique
L’hélium 3 a été piégé dans la planète lors de sa formation. Mais de l’hélium 3 est aussi ajouté aux réserves terrestres par la poussière de météorites, principalement collectée à la surface des océans. 3He est dégazé des sédiments océaniques durant la subduction. Ainsi l’apport cosmogénique de 3He n’affecte pas les concentrations du manteau.
L’hélium 3 est aussi produit par bombardement des rayons cosmiques et par les réactions de spallation du lithium qui se produisent dans la croûte. La spallation du lithium est le procédé par lequel un neutron de haute énergie bombarde un noyau d'atome de lithium, créant un 3He et un 4He. Mais ceci demanderait des quantités significatives de lithium pour affecter le rapport 3He/4He.
C’est ainsi que si l’3He était produit en quantité par l’industrie humaine, la séparation isotopique donnerait des quantités trop faibles de produit par rapport à la masse traitée.
Tout l’hélium dégazé finit par se perdre dans l’espace, car dans l'exosphère, ses atomes (et ions) ont des vitesses moyennes non négligeables devant la vitesse d'évasion de la Terre. Par conséquent, l’hypothèse que les volumes et rapports de l’hélium dans l’atmosphère terrestre sont restés globalement stables est inexacte : l’hélium atmosphérique est de plus en plus pauvre en 3He, car il s’épuise peu à peu, alors que l’4He est sans cesse produit par radioactivité même si c’est à un rythme en ralentissement.
On a observé que l’hélium 3 est présent dans les émissions volcaniques et les échantillons de roches de dorsales océaniques. L’hélium 3 est présent dans la croûte terrestre depuis sa formation. Il est associé au manteau et est considéré comme un marqueur de provenance de sources profondes.
Du fait de similitudes à la chimie magmatique de l’hélium et du carbone, le dégazage de l’hélium demande la perte de composants volatils (eau, CO2) du manteau, ce qui se produit à des profondeurs de moins de 60 km. Cependant, 3He est transporté à la surface principalement piégé dans des cristaux d’inclusions fluides.
L’hélium 4 est produit par la désintégration d'éléments radioactifs comme l’uranium (émission alpha), on dit qu’il est radiogénique. La croûte continentale est enrichie en ces éléments par rapport au manteau et par conséquent, plus d’hélium 4 est produit dans la croûte que dans le manteau.
Le rapport (R) de 3He sur 4He est souvent utilisé pour représenter la teneur en 3He. On peut comparer R avec le rapport actuel de l’atmosphère (Ra).
On mesure les valeurs moyennes suivantes de R/Ra :
- croûte continentale ancienne : moins de 1 ;
- basaltes des dorsales (MORB) : 7 à 9 ;
- roches de points chauds : 5 à 42 ;
- eaux douces terrestres et de mer : 1 ;
- eaux des formations sédimentaires : moins de 1 ;
- eaux thermales : 3 à 11.

On utilise le rapport 3He/4He en géochimie isotopique pour dater des eaux souterraines, estimer leurs flux, pister la pollution des eaux et avoir un aperçu des processus hydrothermaux en géologie des roches ignées et des dépôts de minerais. On l’utilise aussi pour apporter des appuis à la théorie des panaches.